# Castell del Montgrí
El castell del Montgrí (anomenat també de Torroella de Montgrí o de Santa Caterina) és una fortificació militar del municipi de Torroella de Montgrí (Baix Empordà) declarada bé cultural d'interès nacional. Fou construït entre 1294 i 1301 pel rei Jaume II d'Aragó al cim del massís del Montgrí, al terme de Torroella de Montgrí a la comarca del Baix Empordà.
El Montgrí és una petita muntanya de tipus calcari, d'una altitud de 315 m i situada a 6 km del mar. Des del cim es veu la plana de l'Empordà fins al Canigó. El cim de 303 m esta inclòs a la llista dels 100 cims de la FEEC.

## Descripció
El castell de Montgrí s'alça al cim del puig de Montgrí, a 315 metres d'altitud. És de planta quadrada amb quatre torres cilíndriques adossades als angles. És un gran edifici rectangular, amb torres rodones d'angles i alts murs emmerletats, i presenta quatre façanes d'estructura similar: coronament amb merlets, matacans i espitlleres. Marca la tendència importada d'orient després de les primeres croades a Terra Santa durant els segles xii i xiii. No s'acabà mai de construir.
La porta d'accés s'obre a la façana sud; és un portal d'arc de mig punt amb grans dovelles de pedra. Quatre úniques finestres (una a la façana sud, dues a l'est i una a l'oest) trenquen la solidesa dels murs: són coronelles, d'arc de mig punt, i amb interessants capitells. L'interior inacabat permet, tanmateix, deduir-ne la configuració general. Als angles s'observen les portes d'accés a les torres, al nivell de planta baixa i pis, en correspondència als rengles d'espitlleres que recorren els murs i al nivell superior del camí de ronda. Un quadrat empedrat del terra delimita l'espai destinat a pati central, al voltant del qual s'havien de distribuir les dependències, fet confirmat per les arrencades d'arcs que encara es conserven.

## Història
És una fortalesa construïda entre 1294 i 1302. L'origen de la construcció es troba en la rivalitat entre el rei Jaume II el Just i els comtes d'Empúries. El començà a construir el 1294 Bernat de Llabià, governador de Torroella, com a punt de control per un possible enfrontament entre Jaume el Just i Ponç V, comte d'Empúries. La data d'inici de les obres es desprèn de l'escrit de Jaume II al seu procurador Bernat de Llevià, veí de Torroella, en el qual el rei li encarregava l'administració i direcció de les obres del castell. Per a la construcció es comptà amb les rendes reials de Torroella i un impost sobre els bous d'Ullà i Albons. Tres anys després, el mateix Bernat de Llevià va rebre la custòdia del castell.
Les obres es van interrompre el 1301 sense acabar-se mai, a causa de la consolidació del poder del comtat de Barcelona enfront del comtat d'Empúries. La pèrdua d'importància de la casa comtal emporitana va fer innecessari l'acabament de l'obra, encara que es coneix amb exactitud la data d'interrupció. Les darreres notícies que es tenen del castell daten del 1413, i el relacionen amb la família Llevià.
Ja al segle xx, l'abandó havia conduït l'edifici a una situació de degradació preocupant. El 10 de novembre de 1985 es feu una jornada popular de neteja a fi de conscienciar els organismes oficials de la necessitat de restaurar-lo. La Generalitat, la Diputació i l'Ajuntament encarregaren un projecte de consolidació i posteriorment fou aprovat el pressupost necessari per executar-lo.
Els castells de Bellcaire i del Montgrí són testimonis de la lluita aferrissada de la monarquia contra el poder feudal. La lluita acabà amb la incorporació del comtat d'Empúries a la corona després d'ocasionar la ruïna de la comarca i la desviació del curs del Ter de la plana nord del Montgrí a la plana sud a la primera meitat del segle xiv. Aquesta desviació provocà la formació de les dunes continentals de Torroella.

## Galeria d'imatges

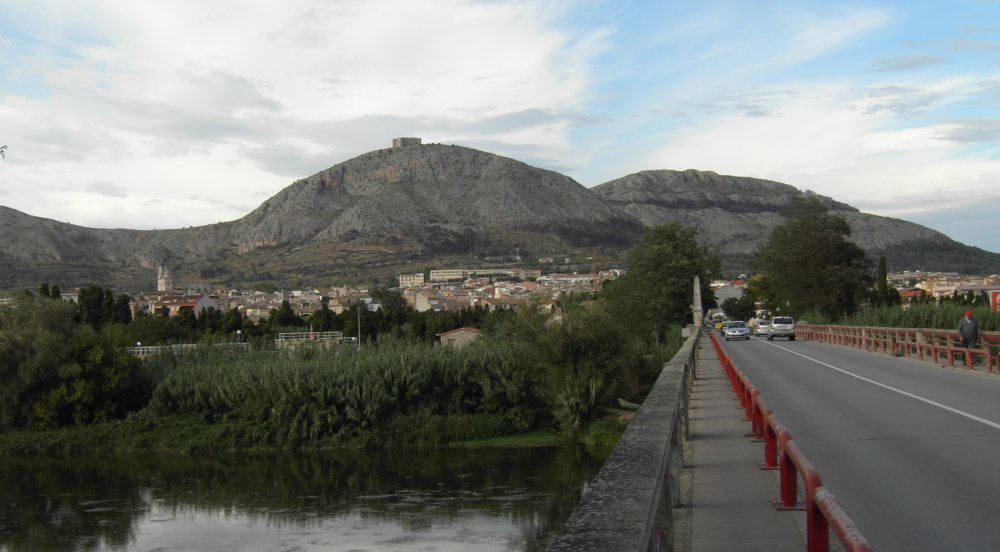
Torroella de Montgrí i el castell a dalt del cim
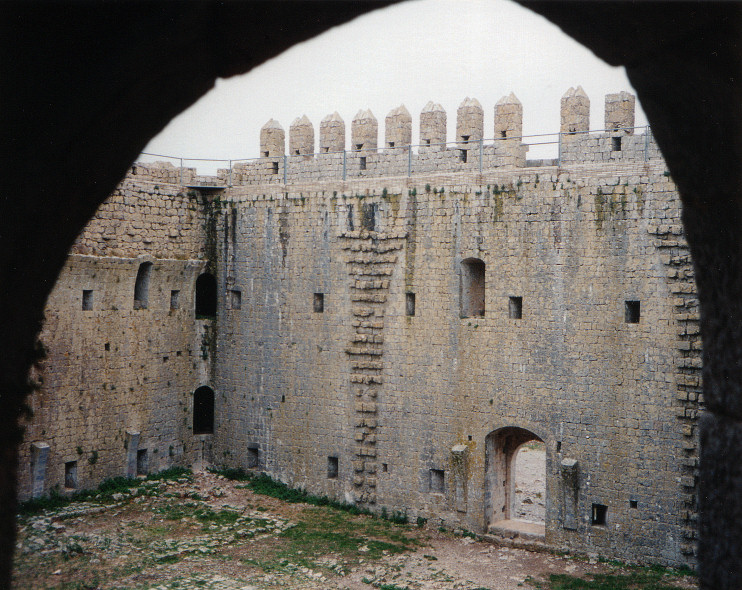
Interior
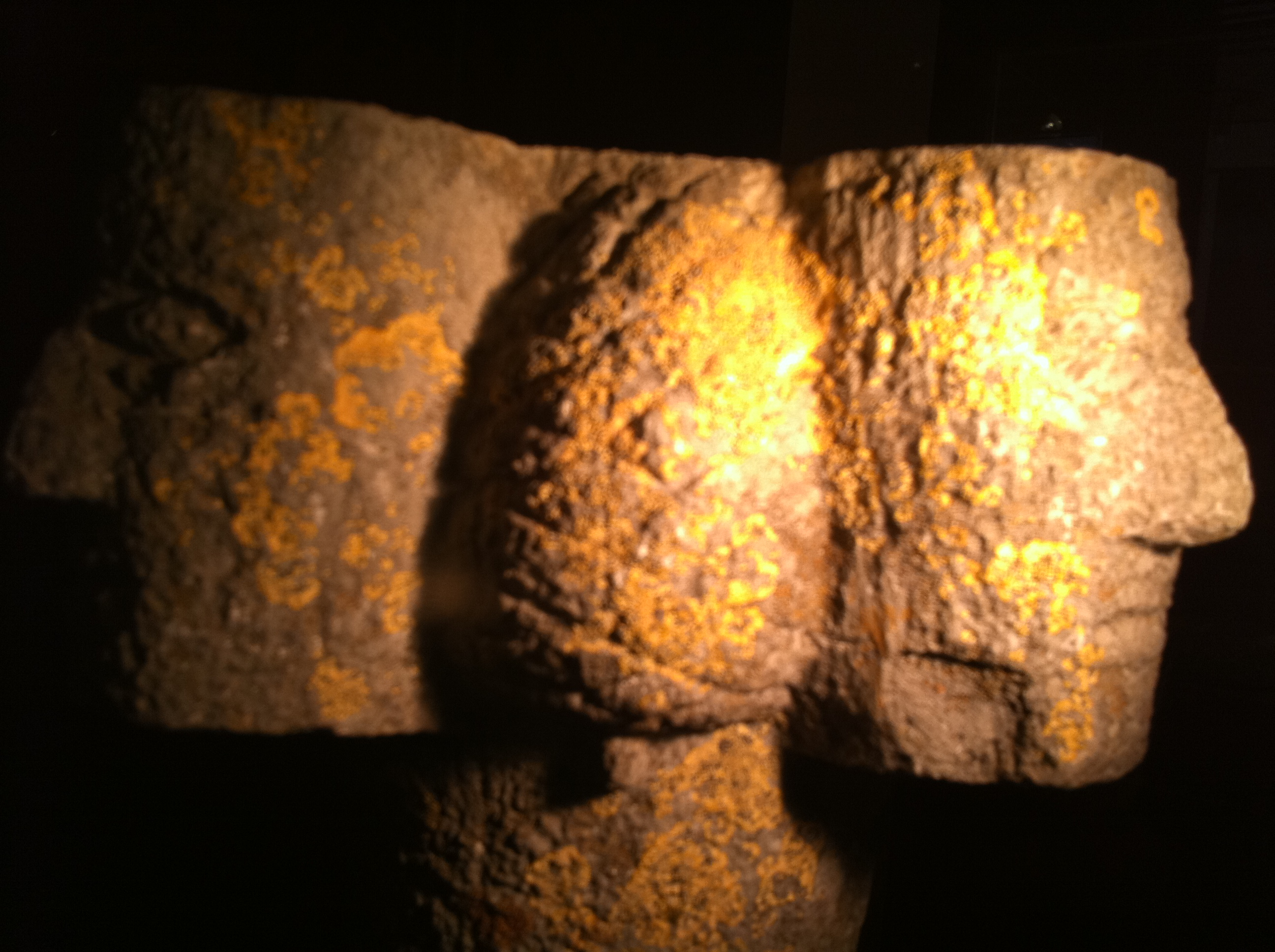
Capitell del castell conservat al Museu de la Mediterrània
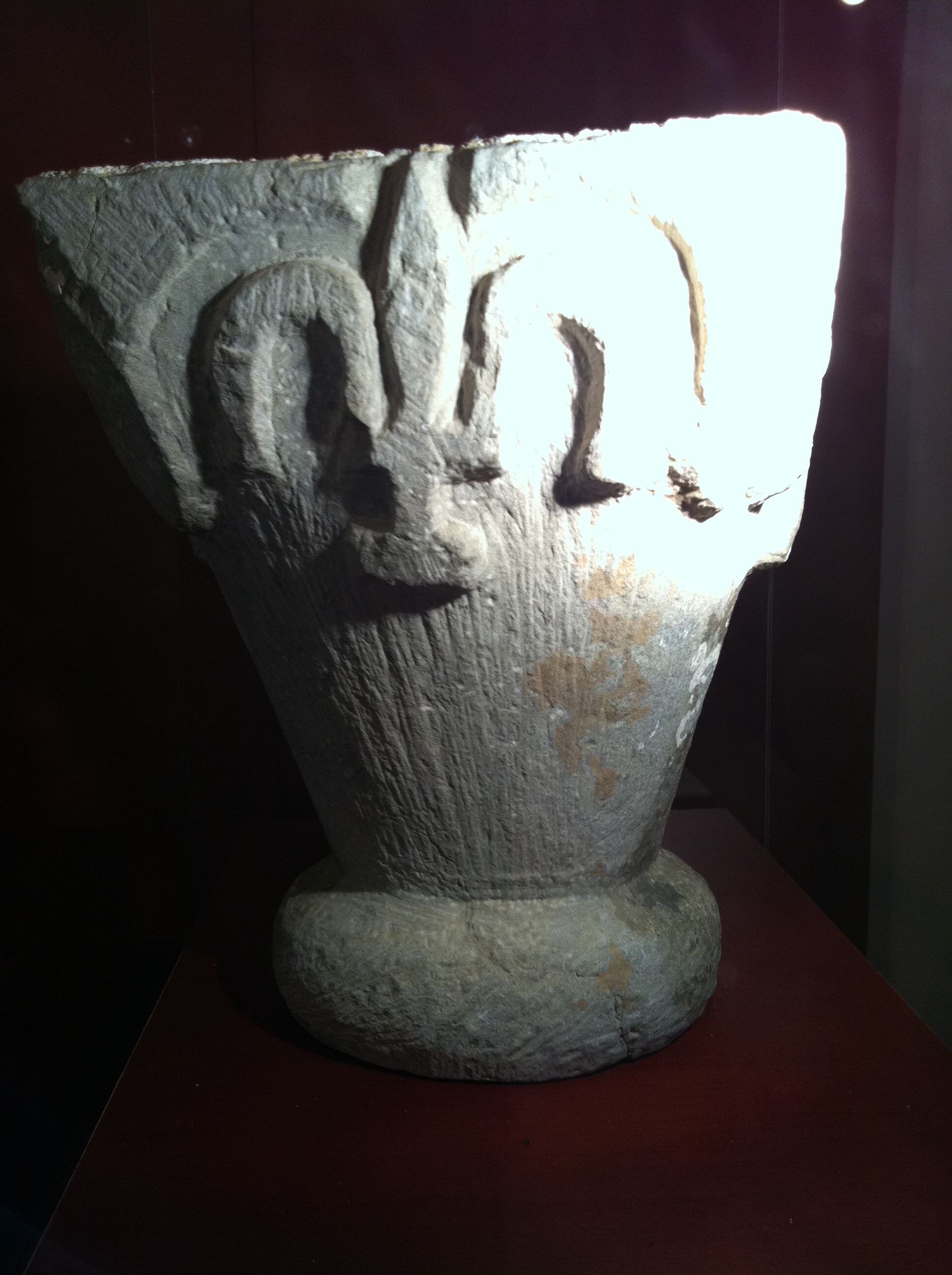
Capitell del castell conservat al Museu de la Mediterrània